# ラリー スマホの中に棲むモノ
『ラリー スマホの中に棲むモノ』（原題: Come Play）は2020年に公開されたアメリカ合衆国のホラー映画である。監督はジェイコブ・チェイス、主演はギリアン・ジェイコブスが務めた。本作は2017年に公開された短編映画『Larry』を長編映画化した作品である。
なお、本作が日本国内でDVDとして発売された際には、『Come Play カムプレイ』という邦題が使用された。

## 概略
オリヴァーは自閉症を抱えており、他者とのコミュニケーションは全てスマートフォンかタブレットを介して行っていた。家では母親のサラが熱心に面倒を見てくれたが、学校では同級生からからかわれるばかりだったため、オリヴァーは深い孤独を抱えていた。そんなある日、怪物を紹介するサイトを閲覧していたオリヴァーは、友達を探して世界を彷徨う怪物、ラリーの紹介文に目をとめた。オリヴァーが「ラリーとなら友達になれるかもしれない」と思った瞬間、恐るべき出来事が起きた。部屋の電気が突然消え、タブレットの画面にラリーが現れたのである。
この一件以降、オリヴァーの周囲では次々と怪現象が発生するようになった。サラは夫のマーティと共に、愛する息子を救うべくラリーとの戦いに臨むのだった。

## キャスト
- サラ：ギリアン・ジェイコブス
- マーティ：ジョン・ギャラガー・Jr
- オリヴァー：アジー・ロバートソン
- バイロン：ウィンズロウ・フェグリー
- マテオ：ジェイデン・マリーン
- ザック：ギャヴィン・マックアイヴァー＝ライト

## 製作
2018年2月12日、アンブリン・パートナーズが短編映画『Larry』を長編映画化すると発表した。9月6日、ギリアン・ジェイコブスとアジー・ロバートソンの起用が発表された。11月26日、ジョン・ギャラガー・Jrがキャスト入りした。2019年11月26日、ロケ・バニョスが本作で使用される楽曲を手がけるとの報道があった。

## マーケティング・興行収入
当初、本作は2020年7月24日に全米公開される予定だったが、新型コロナウイルスの流行が収束しなかったため、後に公開日は同年10月30日に延期された。
2020年8月27日、本作のオフィシャル・トレイラーが公開された。10月30日、本作は全米2183館で公開され、公開初週末に311万ドルを稼ぎ出し、週末興行収入ランキング初登場1位となった。

## 評価
本作に対する批評家の評価は平凡なものに留まっている。映画批評集積サイトのRotten Tomatoesには82件のレビューがあり、批評家支持率は52%、平均点は10点満点で5.97点となっている。サイト側による批評家の見解の要約は「『ラリー スマホの中に棲むモノ』にはぎこちないシーンもあるが、深みのある恐怖によってその欠点は相殺されている。ジェイコブ・チェイスは同作で鮮烈な監督デビューを飾ったと言える。」となっている。また、Metacriticには20件のレビューがあり、加重平均値は59/100となっている。なお、本作のCinemaScoreはB-となっている。